# Islas nuevas
Islas nuevas son islas que se han creado recientemente, ya sea por medio de vulcanismo, erosión, retroceso de los glaciares, u otros mecanismos. Una de las nuevas islas volcánicas más famosas es la pequeña isla de Surtsey, ubicada en el océano Atlántico al sur de Islandia. Que emergió por primera vez a la superficie del océano en 1963. En 1965, fue declarada reserva natural para el estudio de la sucesión ecológica, plantas, insectos, aves, focas y otras formas de vida desde entonces se establecieron en la isla.
Otra nueva isla es Anak Krakatau (significa el "hijo de Krakatoa", que se formó con la inundación de la caldera de ese conocido volcán de Indonesia), que surgió en 1930. Vegetación de selvas ha crecido, aunque a menudo son destruidos por las frecuentes erupciones. Una población diversa de animales salvajes, incluidos insectos, aves, ratas humanborne, e incluso lagartos monitor se han asentado allí.
Uunartoq Qeqertoq es una isla de la costa este de Groenlandia que apareció tras la separación de la parte continental debido a la retirada de los glaciares entre 2002 y 2005, sin embargo, se cree que había sido una verdadera isla, con o sin cubierta glacial, desde varios miles de años.
En febrero y marzo de 2009, una gran erupción creó una nueva isla cerca de Hunga Ha'apai en las islas de Tonga al sudoeste del océano Pacífico. Al final de la actividad la nueva tierra emergida se conectó con Hunga Ha'apai.

## Lista de islas creadas recientemente
Esta es una lista de los volcanes submarinos que más tarde se convirtieron en nuevas islas volcánicas entre el siglo XX y el siglo XXI. Además de Anak Krakatau, sólo Surtsey y el Home Reef son actualmente islas, Surtsey es la única que se espera que sobreviva.
| Nombre de la isla | País          | Año/s de formación                                                             |  |
| ----------------- | ------------- | ------------------------------------------------------------------------------ |  |
| Home Reef         | Tonga         | 2006, 1984                                                                     |  |
| Kavachi           | Tonga         | 1999-2003, 1991, 1986, 1978, 1976, 1969-70, 1965, 1963-64, 1961, 1958, 1952-53 |  |
| Metis Shoal       | Islas Salomón | 1995, 1979, 1967-68                                                            |  |
| Fukutoku-Okanoba  | Japón         | 1986, 1974-75, 1914, 1904-05                                                   |  |
| Kuwae             | Vanuatu       | 1974, 1971, 1959, 1949, 1948, 1923-25                                          |  |
| Surtsey           | Islandia      | 1963-67                                                                        |  |
| Myōjin-shō        | Japón         | 1952-53, 1946                                                                  |  |
| Anak Krakatau     | Indonesia     | 1927-30                                                                        |  |
| Fonuafo'ou        | Tonga         | 1927-28                                                                        |  |
| Banua Wuhu        | Indonesia     | 1918-19, 1904                                                                  |  |
| Hachipeck         | Vanuatu       |                                                                                |  |
| Callabito         | Japón         | 2016                                                                           |  |